# هاري ريسونر
هاري ترومان ريسونر (بالإنجليزية: Harry Truman Reasoner)‏ (17 أبريل 1923 – 6 أغسطس 1991) هو صحفي أمريكي في هيئة الإذاعة الأمريكية أيه بي سي وهيئة الإذاعة الكولومبية سي بي إس، وعُرف باستخدامه المبتكَر للغة كمعلق تليفزيوني، ومؤسس برنامج 60 دقيقة.

## السيرة الذاتية
وُلِد ريسونر في مدينة داكوتا في آيوا. وذهب إلى مدرسة الغرب الثانوية في منيابولس، ثم درس الصحافة في جامعة ستانفورد وجامعة منيسوتا. خدم ريسونر في الحرب العالمية الثانية ثم استأنف مهنة الصحافة في صحيفة منيابولس تايمز. كُتب جزء من روايته حدثني عن المرأة (Tell Me About Women) أثناء فترة خدمته في الحرب العالمية الثانية، وهي رواية عن الزواج المتلاشي، نُشرت لأول مرة عام 1946.

### الصحافة: سي بي إس نيوز
بعد ذهابه إلى الراديو مع سي بي إس عام 1948، عمل ريسونر لدى وكالة الإعلام الأمريكية في الفلبين. وعندما عاد إلى أمريكا، اتجه إلى التليفزيون وعمل في قناة (KEYD) (عُرفت فيما بعد بـKMSP) في منيابولس. ترشح ريزونر في انتخابات مجلس مدينة منيابولس كمرشح جمهوري عام 1949، وحصل على 381 صوتًا (4.4 في المائة). انضم ريسونر لاحقًا إلى سي بي إس نيوز في نيويورك، حيث قام في النهاية بتقديم برنامج إخباري صباحي اسمه التقويم متربعًا به على عرش المُعلقين ومهمة رواية الأخبار الخاصة.

#### اغتيال جون إف كينيدي
شارك ريسونر في تغطية حدث اغتيال الرئيس جون إف كينيدي يوم الجمعة الثاني والعشرين من نوفمبر عام 1963. انتقل كل من والتر كرونكايت وتشارلز كولينجوود ذهابًا وإيابًا لتقديم تقرير حول الحادث لمدة أربع ساعات تقريبًا بعد أن أذاع كرونكايت الخبر في البداية في الساعة 1:40 مساءً بتوقيت المنطقة الشرقية. تولى ريسونر كرسي مذيع الأنباء بعد أن قدمه كولينجوود إليه في الساعة 5:49 مساء بتوقيت المنطقة الشرقية، وافتتح الأنباء بتكرار تصريح فرانك ستانتون، رئيس سي بي إس لاحقًا، الذي قام كولينجوود بإعادة بثه بالفعل:
| هاري ريسونر | Thank you, Charles. As you know, CBS has announced that there will be no commercial announcements and no entertainment programming until President Kennedy's funeral. | هاري ريسونر |

ولقد أعلن فيما بعد عن وصول جثمان كينيدي إلى واشنطن العاصمة، كما قدم معلومات متعلقة بـلي هارفي أوزوالد (Lee Harvey Oswald) (الذي كان، في ذلك الوقت، متهمًا بقتل ضابط شرطة دالاس جيه دي تيبيت (J. D. Tippit)، ولكن ليس الرئيس حتى ساعات لاحقة). ترك ريسونر المكتب عندما عاد كرونكايت إلى مكان المذيع في نشرة أخبار سي بي إس المسائية الساعة 6:35 مساءً بتوقيت المنطقة الشرقية. ثم ظهر مجددًا في استديو آخر بعد ساعتين تقريبًا ليقدم برنامجًا خاصًا اسمه «جون إف كينيدي — رجل هذا القرن»، حيث تحدث عن مهنة كينيدي وعن الرئيس الجديد، ليندون بي جونسون، حتى اختتم تغطية سي بي إس في ذلك اليوم. (كما أذاع ريسونر التغطية النهائية لليوم التالي بتقديم أخبار سي بي إس بعنوان «يوم للحداد» (A Day to Mourn).
وجاء الظهور التالي لريسونر بعد يومين، تحديدًا يوم الأحد، وعندما كان جالسًا على مكتب المذيع، قام جاك روبي (Jack Ruby) بإطلاق النار على أوزوالد أثناء تنقله في سجن مدينة دالاس. وفي تلك اللحظة تحديدًا، كان روجر مود (Roger Mudd) يقوم برفع تقرير من واشنطن، واصفًا ترتيبات جنازة الرئيس.
| هاري ريسونر | Tomorrow there will be a final hour for the public to pay their final respects to the President before the President leaves Capitol Hill for the last time. The last soldier, milit— | هاري ريسونر |

وعند هذه النقطة، تمت العودة إلى ريسونر بشكل مفاجئ إلى مكتب المذيع في غرفة الأخبار وعرض الأنباء العاجلة.
| هاري ريسونر | We are now switching to Dallas where they're about to move Lee Oswald, and where there's a scuffle in the police station. | هاري ريسونر |

وحينها قامت سي بي إس بالتقاط البث المباشر لقناة (KRLD) للطابق السفلي من سجن المدينة، حيث كان أوزوالد ملقى على الأرض، وكانت قوات شرطة دالاس معتقلة روبي. وكان من الممكن سماع مراسل قناة (KRLD)، بوب هوفاكر (Bob Huffaker)، وهو في مكان الجريمة قائلاً «لقد تم إطلاق النار على أوزوالد، لقد تم إطلاق النار على أوزوالد». وبعد أن حملت سيارة الإسعاف أوزوالد مسرعة بالخروج من السجن في طريقها إلى مستشفى باركلاند، انتقلت قناة (KRLD)إلى سي بي إس في نيويورك، حيث قام ريسونر بإعادة تشغيل الشريط من البداية حتى يتمكن المشاهدون من رؤية روبي وهو يطلق النار على أوزوالد. وبعد دقائق عديدة، أفاد المراسل أن شرطة دالاس قامت بإطلاق سراح روبي. (لم يكن ريسونر على مكتب المذيع عندما تم إعلان خبر مقتل أوزوالد، ولكن حل كرونكايت محله.)

### 60 دقيقةوإيه بي سي نيوز

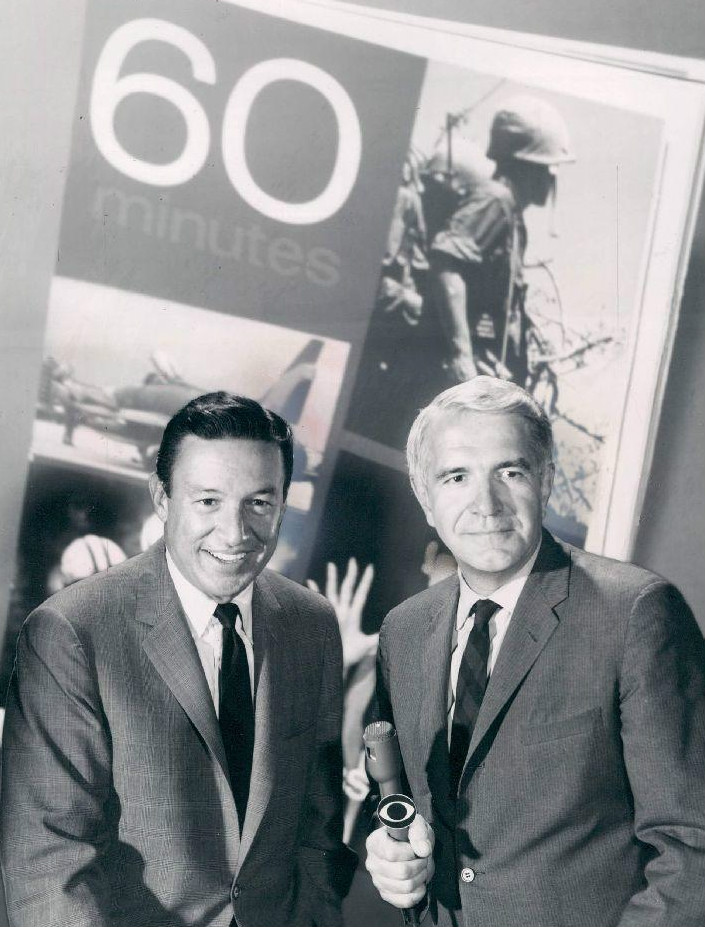
ريسونر ومايك والاس في العرض الأول لبرنامج 60 دقيقة عام 1968.

في عام 1968، تعاون ريسونر مع مايك والاس لبدء إصدار سلسلة المجلة الإخبارية 60 دقيقة. وفي برنامج 60 دقيقة أو غيره، عمِل ريسونر غالبًا مع المنتج والكاتب آندي روني، الذي أصبح لاحقًا أحد المساهمين المعروفين بحكم حقه الشخصي. وفي مقابلة الوداع لبرنامج «60 دقيقة» عام 2011، قال روني إن ريزونر كان كاتبًا عظيمًا بحكم حقه الشخصي، ولكنه كان كسولاً، حيث منح روني العديد من الفرص لإظهار مهاراته في الكتابة. واتفق روني والمذيع مورلي سافير أن ريزونر كان يستمتع بالشرب وأنه كان «واحدًا من أكثر الرفاق لطفًا» الذين تعرف عليهم في أي وقتٍ مضى.
انضم ريسونر إلى إيه بي سي (ABC) عام 1970 كمساعد مذيع مع هوارد كيه سميث (وهو نفسه أحد خريجي السي بي إس) في نشرة الأخبار المسائية لإيه بي سي، بدلاً من فرانك رينولدز (وهو أيضًا أحد خريجي السي بي إس)، الذي تم تعيينه ك مراسل واشنطن العاصمة لإيه بي سي. استمر ذلك حتى عام 1975، عندما أصبح ريسونر المذيع الوحيد، واكتفى سميث فقط بالتعليقات من ذلك الوقت وحتى تقاعده عام 1979. ولاحقًا في عام 1976، تم تعيين مساعد مذيع آخر مع ريزونر، وهي في هذه المرة المنشقة حديثًا عن هيئة الإذاعة الوطنية (NBC) باربرا والترز. لم يتمتع ريزونر ووالترز بعلاقة وثيقة، حيث لم يكن ريزونر يحب تقاسم الأضواء مع مساعد مذيع، كما لم يكن مستريحًا أيضًا للعمل مع والترز التي تتمتع بحالة من الشهرة. كما أنه كان من المعتقد بشكلٍ واسع أن ريزونر كان كارهًا لفكرة أن تقوم امرأة بإذاعة الأخبار، وهو ما أنكره قائلاً: «أحاول أن أكون متفتح العقل حيال هذا الأمر». انتهى هذ النسق عام 1978، حيث تم استبدال كل من ريزونر ووالترز بثلاثة مذيعين. وفي شهر يونيو من ذلك العام، عاد ريزونر إلى سي بي إس وبرنامج 60 دقيقة وظل في هذا المنصب حتى تقاعد في مايو عام 1991.

## الحياة الشخصية والوفاة
تزوج ريسونر مرتين، من كاثلين كارول ريسونر (Kathleen Carroll Reasoner) لمدة 34 عامًا، ثم من لويس هارييت ويبر (Lois Harriett Weber). وأنجب سبعة أطفال من زوجته الأولى. تُوفي ريسونر بعد ثلاثة أشهر من تقاعده عن العمل عام 1991 بسبب خثرة (جلطة) في المخ أصابته جراء سقوطه في منزله بويستبورت، كونيتيكت. وتم دفنه في مقبرة الاتحاد في همبولت.

## وصلات خارجية
- هاري ريسونر على موقع IMDb (الإنجليزية)
- هاري ريسونر على موقع إن إن دي بي (الإنجليزية)
- هاري ريسونر على موقع ديسكوغز (الإنجليزية)
- هاري ريسونر على موقع قاعدة بيانات الفيلم (الإنجليزية)

- Harry Reasoner's entry in The Des Moines Register "Famous Iowans" section
- A Harry Reasoner commentary from 1971
- Harry Reasoner at Find A Grave
- Photo of Harry Reasoner in 1955 with KEYD from the Minnesota Historical Society
- Brief description of Reasoner's Minneapolis period from the St. Louis Park Historical Society
- Introduction to "Harry Reasoner: A Life in the News" by Douglass Daniel, ISBN 978-0-292-71477-9